# Gracilinanus guahybae
La marmosa grácil de Río Grande do Sul (Gracilinanus guahybae) es una subespecie de marsupial didelfimorfo de la familia Didelphidae propia del río Guahyba (Río Grande do Sul, Brasil).